# Akwid
Akwid é um grupo de hip hop mexicano fundado em 1995, em Jiquilpan, Michoacan, México. O grupo é formado por dois irmãos: AK (Francisco Gomez) e Wikid (Sergio Gomez).
Uma das canções mais conhecidas do grupo, "Como, Cuando y Donde", "Anda y Ve", "Pobre Compa", "No Hay Manera", "Taquito de Ojo", "Sin Ti", "California" e "Jamas Imagine".
Seu primeiro álbum Proyecto Akwid foi premiado pela Billboard e um Grammy de Melhor Álbum de Rock Latino/ Alternativo em 2003.

## Discografia
- 2003 - Proyecto Akwid
- 2004 - Komp 104.9 Radio Compa
- 2005 - Los Aguacates de Jiquilpan
- 2006 - E.S.L.
- 2008 - La Novela
- 2010 - Clasificado "R"
- 2013 - Revólver
- 2015 - El Atraco